# Edmond Hoyle
Edmond Hoyle (1672 – 29 d'agost de 1769), també conegut com a Edmund Hoyle, és un escriptor més conegut pels seus treballs a les regles i al joc de cartes. En anglès, la frase "D'acord amb Hoyle" ve a l'idioma com una reflexió de la seva generalment percebuda autoritat en la matèria; des d'aquell temps, l'ús de la frase s'ha expandit fins a l'ús general en situacions en què el parlant vol indicar una apel·lació a una autoritat putativa.
Poc es coneix sobre la vida de Hoyle, encara que es creu àmpliament que va ser entrenat per ser un Barrister. En 1741, Hoyle va començar treballant com a tutor de whist de membres de l'alta societat. Amb una gran instrucció personal, ell va vendre un breu fullet sobre el joc als seus clients, descrivint les seves aproximacions al joc. El fullet es va fer bastant popular, i va desautoritzar la circulació de còpies del mateix a Londres. Per evitar-ho, Hoyle va publicar en 1742 Un Breu Tractat sobre el Joc del whist,  registrant el seu treball.
A causa del seu succés, Hoyle va continuar amb tractats similars sobre backgammon, escacs, quadrilla, piquet, i brag. En 1750, un simple compendi d'aquests va ser publicat.
Les primeres quinze edicions dels treballs de Hoyle són ara extremadament rares i majorment posseïdes per col·leccionistes. Només es coneix l'existència de dues còpies del treball original d'Hoyle de whist (la primera edició), una és a la Biblioteca Bodleiana. Només es coneix l'existència d'un volum de la còpia (una pintura avui al Centre de Recerca d'Humanitats Harry Ransom) del seu treball de primera edició a Backgammon html.
Un Breu Tractat al Joc del whist va ser considerat com autoritzat fins a 1864, a causa que després ells van ser suplantats per les noves regles escrites per John Loraine Baldwin i adoptades pels clubs de Arlington i Portland.
Molts fullets moderns sobre les regles dels jocs de cartes contenen la paraula "Hoyle" al títol, però el sobrenom no vol dir que els treballs deriven de treballs de Hoyle. A causa de les seves contribucions al joc, va ser nomenat membre del Saló de la Fama de Poker de 1979.